# Wilhelm Benz
Wilhelm Benz (* 26. April 1868 in Schnaitheim, heute Heidenheim an der Brenz; † 9. März 1954 daselbst) war ein deutscher Politiker der SPD.

## Leben und Beruf
Benz wuchs in Schnaitheim auf, wo er die Volksschule besuchte und anschließend eine Lehre zum Schreiner absolvierte. Danach zog er als Schreinergeselle auf Wanderschaft, unter anderem nach Worms, Wiesbaden, Köln und Düsseldorf. Nach seiner Rückkehr in die Heimat war er als Modellschreiner bei der Firma Voith tätig. 1908 machte er sich als Schreinermeister selbstständig.
1875 trat Benz in den Tischlergehilfenverband Frankenthal ein. 1885 wurde er Mitglied im Holzarbeiterverband und im Zentralverband der Angestellten. Er war zudem Gründungsmitglied mehrerer Gewerkschaften in Heidenheim. 1905 wurde er Vorsitzender des Gewerkschaftskartells in Heidenheim. 1906 beteiligte er sich an der Gründung des Heidenheimer Konsumvereins, dessen Vorsitzender er 1912 wurde. 1914 wurde er deren Lagerhalter.
In der Zeit nach 1920 war Benz bei zwei SPD-Zeitungen tätig, zunächst bei der Heidenheimer Volkszeitung, einem Ableger der Donau-Wacht aus Ulm, als Redakteur sowie Anzeigen- und Betriebsleiter. 1926 wechselte er zur Heidenheimer Volkswacht, dort war er Redakteur und Geschäftsführer. Dieser Tätigkeiten wurde er mit dem Verbot der Zeitung durch die NS-Behörden am 31. März 1933 entbunden. Kurz zuvor, am 27. März, wurde er bereits in sogenannte „Schutzhaft“ genommen, aus der er zwei Tage später entlassen wurde. Eine weitere „Schutzhaft“ verbrachte er vom 24. April bis zum 4. August 1933 im KZ Heuberg.
Nach seiner Entlassung arbeitete er wieder als selbstständiger Schreinermeister, bis zu seinem Eintritt in den Ruhestand 1939.
Benz war zweimal verheiratet, aus den Ehen gingen acht Kinder hervor.

## Politik
1888 trat Benz in die SPD ein. 1908 wurde er in den Heidenheimer Gemeinderat gewählt, 1911 wurde er auch Mitglied der Amtsversammlung. Nach dem Tod von Adam Dietrich wurde er 1916 für das Oberamt Heidenheim in die Württembergischen Landstände berufen, diesen gehörte er bis zur Auflösung 1918 an. Danach gehörte er von 1919 bis 1920 der Verfassunggebenden Landesversammlung des freien Volksstaates Württemberg an. In der Nachkriegszeit war er maßgeblich am Wiederaufbau der SPD sowie der Gewerkschaften in Heidenheim beteiligt.